# 치질

수치질

치질(痔疾, hemorrhoid, piles, pilicurtision) 또는 치핵(痔核)은 항문 바로 위 직장의 정맥들이 모인 정맥얼기가 부풀어 오른 것이다. 대개는 변비와 같은 계속된 자극으로 정맥이 커져서 발생한다. 현대 시대에 들어 점점 바빠짐에 따라 급한 생활을 하는 경우가 많아짐에 따라, 불규칙한 식습관 생활 및 육류 및 인스턴트 식품 등의 과다 섭취로 배변 활동이 나빠지는 경우가 많아져 치질이 많이 발생하고 있는 실정이다.
1도, 2도, 3도, 4도로 나뉘며 위치에 따라 내치질, 외치질로 나눈다. 3도 이상은 수술이 필요하기도 하다. 평소 배변 습관에 따라 자주 발생하며, 특히 계속 앉아 있을 경우에도 잘 생긴다. 심하지 않으면 좌욕이 제일 좋은 치료이다. 따뜻한 체온에 가까운 물로 좌욕을 하는 것이다. 참고로 술을 마시면 혈관이 팽창되어 더 커지기 때문에, 의사들은 치질 환자들에게 음주를 절제할 것을 권한다. 또한 과도한 스트레스를 받아서 몸 상태가 안 좋아도 치질이 악화된다. 날씨가 추워지는 겨울에 극성하는 질병이기도 하다.

## 같이 보기
- 치루
- 치열